# Campionats del món de ciclocròs de 1960
Els Campionats del món de ciclocròs de 1960 foren l'onzena edició dels mundials de la modalitat de ciclocròs i es disputaren el 21 de febrer de 1960 a Tolosa, País Basc. La competició consistí en una única cursa masculina.

## Resultats
| Prova                | Or                   | Or      | Plata                        | Plata | Bronze                | Bronze   |
| Cursa elit masculina | Rolf Wolfshohl · RFA | 57' 11" | Arnold Hungerbühler · Suïssa | + 14" | Robert Aubry · França | + 1' 00" |

## Classificació de la prova masculina elit
| Pos. | Ciclista               | País    | Temps    |
| ---- | ---------------------- | ------- | -------- |
|      | Rolf Wolfshohl         | RFA     | 57' 11"  |
|      | Arnold Hungerbühler    | Suïssa  | + 14"    |
|      | Robert Aubry           | França  | + 1' 00" |
| 4    | Antón Barrutia         | Espanya | + 1' 15" |
| 5    | Firmin Van Kerrebroeck | Bèlgica | + 1' 46" |
| 6    | Pierre Kumps           | Bèlgica | + 1' 50" |
| 7    | Renato Longo           | Itàlia  | + 2' 11" |
| 8    | Roger De Clercq        | Bèlgica | + 3' 12" |
| 9    | Roland Boschetti       | Suïssa  | + 3' 12" |
| 10   | José Luis Talamillo    | Espanya | + 4' 21" |

## Medaller
| Posició | País   | Or | Plata | Bronze | Total |
| 1       | RFA    | 1  | 0     | 0      | 1     |
| 2       | Suïssa | 0  | 1     | 0      | 1     |
| 3       | França | 0  | 0     | 1      | 1     |